# 寅次郎的故事34 寅次郎真实一路
《寅次郎的故事34 寅次郎真实一路》（日語：男はつらいよ 寅次郎真実一路）是一部1984年上映的日本喜剧电影，亦是《寅次郎的故事系列》的第三十四部剧场版作品。由山田洋次导演，渥美清、倍赏千惠子、前田吟、下条正巳、三崎千惠子及大原丽子等等主演。于1984年12月28日上映。

## 剧情简介
新婚的厂长女儿因为与丈夫怄气跑回家，寅次郎尽力安慰她，与厂长不免发生了争吵。在小酒馆里独酌的寅次郎因为囊中羞涩得到了素不相识的富永雪中送炭，解了燃眉之急。第二天，他来到富永工作的证券所请他吃饭作为答谢，看到对方工作非常繁忙，根本无暇自顾，更怠慢了家里美貌的妻子，两人连说话的时间都没有。
不久，因为工作压力过大，富永突然不辞而别，不知去向。妻子来找寅次郎帮忙。通过朋友得知他可能在鹿儿岛，就一路找去。寅次郎一同前往，使她得到许多安慰。寅次郎一方面不希望富永出事，因为他不希望她伤心，同时他又有一种说不出口的想法，希望自己能够拥有一次机会。但是内心的良善使他不允许自己有这样的想法。他们一同来到富永寻找记忆的地方。

## 主要演员
- 车寅次郎（寅次郎）：渥美清
- 诹访樱：倍赏千惠子
- 车龙造（外甥）：下条正巳
- 车つね（姑妈）：三崎千惠子
- 桂梅太郎（タコ社长）：太宰久雄
- 诹访博：前田吟
- 源公：佐藤蛾次郎
- 诹访满男：吉冈秀隆
- 静子：津岛惠子
- 和代：风見章子
- ポンシュウ：关敬六
- 计程车司机：樱井千里
- 部长：津嘉山正种
- 桂明美：美保纯
- 富永健吉：米仓齐加年
- 御前样：笠智众
- 进介：辰巳柳太郎
- 富永不二子：大原丽子

## 奖项
该电影荣获第3届金十字奖的2个奖项，包括优秀银奖和赚钱明星奖。
- 第3届金十字奖优秀银奖、赚钱明星奖

### 英文
- . 英国电影协会.   [2014-05-17]. （原始内容存档于2014-05-17） （英语）.
- 互联网电影数据库（IMDb）上《Otoko wa tsurai yo: Torajirô shinjitsu ichiro (1984)》的资料（英文）
- Galbraith IV, Stuart. . DVD Talk. 2007-02-08  [2014-05-17]. （原始内容存档于2014-04-16） （英语）.

### 德文
- . www.molodezhnaja.ch.   [2014-05-17]. （原始内容存档于2013-05-20） （德语）.

### 日文
- . www.allcinema.net.   [2014-05-17]. （原始内容存档于2014-07-25） （日语）.
- . 日本电影院数据库（日本文化厅）.   [2014-05-17]. （原始内容存档于2014-05-17） （日语）. 外部链接存在于|publisher= (帮助)
- . 日本电影数据库.   [2014-05-17]. （原始内容存档于2013-11-05） （日语）.
- . 电影旬报.   [2014-05-17]. （原始内容存档于2012-06-29） （日语）.

### 中文
- . 豆瓣电影.   [2014-05-17]. （原始内容存档于2014-05-17）.